# Бубнов, Андрей Сергеевич
Андре́й Серге́евич Бу́бнов (22 марта (3 апреля) 1884, Иваново-Вознесенск — 1 августа 1938, «Коммунарка») — советский партийный и военный деятель.  
Член ЦК партии в 1917—1918 и 1924—1937 годах.  
Кандидат в члены ЦК в 1912—1917, 1919—1920 и 1922—1924 годах.  
Руководитель ряда наркоматов УССР и СССР.  
Один из организаторов ликбеза в СССР. Участник подавления Кронштадтского восстания. 
Псевдонимы: Химик, Яков, А. Глотов, С. Яглов, А. Б.

## Биография

### Ранние годы
Родился в Иваново-Вознесенске Владимирской губернии в купеческой семье купца Сергея Ефимовича и Анны Николаевны Бубновых. По национальности русский.
С ранних лет увлекался марксистской литературой, которую пересказывал ему старший брат Владимир, что в дальнейшем повлияло на его революционную судьбу.
Окончил реальное училище (1903), учился в Московском сельскохозяйственном институте на инженерном направлении (исключён за революционную деятельность).
 С 1905 года неоднократно арестовывался за революционную деятельность.

### Партийная карьера
Член РСДРП с 1903 года (с 19 лет). Партийная кличка «Химик». 
12 мая 1905 года началась всеобщая 72-дневная стачка иваново-вознесенских рабочих, которую организовали революционеры А. С. Бубнов (Химик), Н. Н. Колотилов (Лапа), Н. И. Подвойский (Мироныч), М. В. Фрунзе (Арсений).
Делегат Стокгольмского съезда РСДРП (1906). На VI (Пражской) Всероссийской конференции РСДРП (1912) утверждён кандидатом в члены ЦК партии большевиков. Также кандидат в члены ЦК на VII (Апрельской) Всероссийской конференции РСДРП(б).
С началом Первой мировой войны сторонник идеи Ленина превращения «империалистической войны в войну гражданскую». В 1912—1913 годах член редакции газеты «Правда».
В ноябре 1914 года был арестован и сослан в Самару, где он познакомился с большевиками В. В. Куйбышевым и Н. М. Шверником. Они совместно организовывают революционную деятельность в Нижнем Поволжье. Там же редактор газеты «Поволжская быль». В конце 1916 года их арестовывают и высылают в Туруханский край на 5 лет, где их впоследствии застаёт весть о Февральской революции.
1917
C 1917 года активный участник Октябрьской революции. В 1917 году — член Московского областного бюро РСДРП(б). В октябрьские дни 1917 года — член Политбюро ЦК РСДРП(б) и Военно-революционного партийного центра по руководству вооружённым восстанием, член Петроградского военно-революционного комитета (ВРК), руководитель Полевого Штаба Петроградского ВРК, Член ВЦИК Советов рабочих и солдатских депутатов. Одновременно член редакции военной печати «Солдатская газета».
1918 — 1921
В 1917—1918 годах — член коллегии Народного комиссариата путей сообщения РСФСР, комиссар железнодорожных вокзалов, комиссар железных дорог на юге России. Один из руководителей обороны Ростова-на-Дону (1917).
В 1918—1919 годах примыкал к «левым коммунистам» и «военной оппозиции». На VII съезде РКП(б) (март 1918 года) выступил против Брестского мира.
 C 1918 года участник революции на Украине. В марте — апреле 1918 года — народный секретарь хозяйственных дел Украинской Народной Республики Советов. С апреля 1918 года член Бюро по руководству повстанческой борьбой на оккупированной территории Украины. В том же году Бубнов, а также М. П. Кирпонос и Н. А. Щорс формируют две партизанские дивизии против австро-немецких оккупантов, армии Центральной Рады и Украинской державы Скоропадского. В 1918 году — член ЦК КП(б) Украины. В июле — ноябре 1918 — председатель Всеукраинского центрального военно-революционного комитета и председатель ЦИК Украинской советской республики.
С октября 1918 по февраль 1919 года — член Киевского подпольного комитета КП(б) Украины, председатель Киевских подпольных областного и городского исполкомов, председатель Киевского ревкома. С января по сентябрь 1919 года — народный комиссар внутренних дел Украинской ССР. После освобождения Киева от войск Директории с февраля по август 1919 года — председатель Киевского губисполкома. Участник подавления Куренёвского мятежа. Одновременно с марта 1919 по март 1920 — член ЦК КП(б) Украины, член Политбюро ЦК КП(б) Украины. С августа 1919 по сентябрь 1920 — член Совета обороны Украинской ССР.
Одновременно на политической работе в Красной армии. С апреля по июнь 1919 года — член Реввоенсовета (РВС) Украинского фронта, с июня 1919 по декабрь 1920 года — член РВС 14-й армии (Южный, Юго-Западный фронты).
В 1920—1921 годах начальник Главного управления текстильных предприятий ВСНХ РСФСР.
Участвовал в подавлении Кронштадтского восстания.
В 1921 году — член РВС 1-й Конной армии, в 1921—1922 — член РВС Северо-Кавказского военного округа, член Юго-Восточного бюро ЦК РКП(б).
1921 — 1937

В 1921—1922 годах примыкал к внутрипартийной «Группе демократического централизма» («децистов»). В октябре 1923 года подписал оппозиционное «Заявление сорока шести» («Троцкистский манифест»), критикуя политику и компетенцию ЦК, но вскоре встал на сторону большинства ЦК и не поддержал Троцкого. В 1929 году на Ноябрьском пленуме ЦК он так объяснял свое поведение:
…когда в конце 1923 г. мною было подписано заявление 46 и когда после поездки в Донбасс я увидел, что я глубочайшим образом ошибался, я не писал длинного заявления, а написал короткую статью в центральном органе «Правде», и в тот же день не кто иной, как тов. Сталин позвонил мне по телефону и по этой статье умозаключил, что я на всех драках с Центральным Комитетом в тот период поставил крест, и точка, было совершенно ясно.
 С мая 1922 по февраль 1924 года — заведующий Агитационно-пропагандистским отделом ЦК РКП(б), одновременно заместитель председателя Высшего военного редакционного совета.
 С февраля 1924 по октябрь 1929 года — начальник Политического управления РВС и РККА СССР и одновременно ответственный редактор газеты «Красная звезда». На занимаемом посту активный реформатор РККА. Организатор политпросвещения в армии и создатель военно-культурных центров Красной армии для досуга солдат.
С июня 1924 по январь 1934 — член Оргбюро ЦК РКП(б) — ВКП(б). 
В апреле—декабре 1925 года — секретарь ЦК РКП(б). 
В январе 1926—июне 1930 года — кандидат в члены Секретариата ЦК ВКП(б).
В октябре 1933 года вместе с Ворошиловым был приглашён Мустафой Ататюрком на национальный праздник Турции — День Республики, по случаю десятой годовщины провозглашения республики.
В 1933—1934 годах председатель комитета по охране исторических памятников при Президиуме ВЦИК.
26 января—10 февраля 1934 года делегат XVII съезда ВКП(б).
С сентября 1929 по октябрь 1937 — народный комиссар просвещения РСФСР. На посту наркома просвещения решал задачу ликвидации безграмотности, обеспечения обязательного начального и политехнического образовании, создания издательства детской литературы.

Назначение Бубнова поддержала Надежда Крупская, по поводу этого она писала:
«Партия поставила на пост наркома просвещения человека, которому вся его предыдущая работа, весь предыдущий опыт борьбы обеспечивали широту партийного кругозора, привычку подходить к делу не формально, а вникая в его суть, умение настойчиво добиваться своей цели, вникать во все мелочи, проверять исполнение».
Арест и гибель
17 октября 1937 года был арестован по сфальсифицированному обвинению. 1 августа 1938 года был приговорён к смертной казни. Расстрелян и захоронен на полигоне «Коммунарка».
Реабилитация
После смерти Сталина реабилитирован (14 марта 1956 года). 22 марта 1956 года Комиссией партийного контроля при ЦК КПСС восстановлен в партии.

## Награды
- Орден Ленина
- Орден Красного Знамени (1921)[2][9]. Награждён за участие в подавлении Кронштадтского восстания[5][8].

## Семья
Отец — Сергей Ефимович Бубнов, купец, почётный гражданин и член городской управы Иваново-Вознесенска. Имел в собственности текстильную фабрику и два дома.
Мать — Анна Николаевна Бубнова, домохозяйка. Воспитывала пятерых сыновей и двух дочек. Умерла в 1913 году.
Брат — Владимир Сергеевич Бубнов, революционер-социалист. Судьба неизвестна.
Первая жена — Марина Константиновна Бубнова (1881—1975). Член РСДРП с 1904 года.
Вторая жена — Ольга Николаевна Бубнова (1897—1938). Происходила «из образованной, хлебосольной московской семьи». Научный сотрудник-искусствовед Государственного исторического музея и ведомства «Всекохудожник». Вместе с мужем была арестована 17 октября 1937 года. 8 января 1938 года приговорена к расстрелу по обвинению в участии в контрреволюционной террористической организации. Реабилитирована 19 мая 1956 года.
Дочь от второго брака — Елена Андреевна Бубнова (1922—1992). В 1940 поступила на отделение истории искусств филологического факультета ИФЛИ (в 1941 году слит с филологическим факультетом Московского государственного университета имени М. В. Ломоносова (МГУ). Наряду с детьми Рухимовича, Коркмасова, Полуяна и прочими участвовала в организации «Смерть за отцов», планировавшей убийство Сталина 1 мая 1944 года. Осуждена решением Особого совещания при НКВД СССР 3 марта 1945 года по ст. 58-10-11 УК РСФСР на пять лет лишения свободы. Более семи лет провела в лагерях, затем отправлена в пожизненную ссылку в окрестности Барнаула. В 1956 году реабилитирована, проживала в Москве. В начале 1960-х годов вступила в КПСС. Искусствовед, член Московского Союза художников. Была замужем за скульптором. Сын — выпускник Строгановского училища.

## Память
- В 1984 году была выпущена почтовая марка СССР, посвящённая Бубнову.
- Именем Бубнова названы улицы в Киеве (переименована в Маричанскую улицу), Самаре, Нижнем Новгороде, Иванове, Снежном[20].
- Ивановская государственная медицинская академия носит имя Бубнова[21]. Рядом с ней расположен его бюст (скульптор М. Переяславец)[22]. Также в городе Иваново есть дом-музей семьи Бубновых[23].
- До 1937 года имя Бубнова носил Парк культуры и отдыха Сокольники в Москве.
- До 1937 года имя Бубнова носила Школа № 1 (Чебоксары).
- До 1937 года имя Бубнова носил Центральный дом художественного воспитания детей РСФСР.
- С 1929 по 1937 год имя носили Курсы усовершенствования командного состава (Ленинград).
- До 1938 года имя Бубнова носили Ленинградский государственный университет, Ленинградский областной педагогический институт и Московский государственный педагогический институт.
- В 1975 году был основан мемориал «Красная Талка», где установлен памятный бюст Бубнову.

## Киновоплощения
- 1965 — «Первый посетитель». В роли Андрея Бубнова — Геннадий Нилов.
- 1968 — «Шестое июля», В роли Андрея Бубнова — Леонид Надеждин
- 1970 — «Посланники вечности». В роли Андрея Бубнова — Анатолий Спивак
- 2015 — «Орлова и Александров». В роли Андрея Бубнова — Игорь Маслов.